# Elecciones municipales de 2021 en la Región de Arica y Parinacota
La presente es una lista de las personas que postularon a las alcaldías de las 4 comunas de la región de Arica y Parinacota para las Elecciones municipales de Chile de 2021, que se realizaron los días 15 y 16 de mayo de 2021.

## Provincia de Arica

### Arica

#### Alcalde[4]
| Alcalde actual             | Alcalde actual                | Gerardo Espindola Rojas (PL) | Gerardo Espindola Rojas (PL) | Gerardo Espindola Rojas (PL) | Gerardo Espindola Rojas (PL) |
| Candidato                  | Pacto                         | Partido                      | Votos                        | %                            | Resultado                    |
| -------------------------- | ----------------------------- | ---------------------------- | ---------------------------- | ---------------------------- | ---------------------------- |
| Iván Paredes Fierro        | Chile Digno, Verde y Soberano | Ind.                         | 7.614                        | 11,95                        |                              |
| Gerardo Espindola Rojas    | Frente Amplio                 | PL                           | 20.992                       | 32,94                        | Alcalde                      |
| Giancarlo Baltolu Quintano | Chile Vamos                   | EVOP                         | 5.395                        | 8,47                         |                              |
| Paul Carvajal Quiroz       | Dignidad Ahora                | PH                           | 5.867                        | 9,21                         |                              |
| Rayko Karmelic Pavlov      | Independiente                 | Ind.                         | 6.906                        | 10,84                        |                              |
| Leonardo Borquez Castillo  | Independiente                 | Ind.                         | 4.334                        | 6,80                         |                              |
| Ricardo Sanzana Oteíza     | Independiente                 | Ind.                         | 7.096                        | 11,14                        |                              |
| Carlos Valcarce Medina     | Independiente                 | Ind.                         | 4.398                        | 6,90                         |                              |
| Rafael Ortega Aliaga       | Independiente                 | Ind.                         | 1.118                        | 1,75                         |                              |

#### Concejales electos
| Candidato                   | Pacto                         | Partido | Votos | %    |
| --------------------------- | ----------------------------- | ------- | ----- | ---- |
| Dolores Cautivo Ahumada     | Chile Digno, Verde y Soberano | PCCh    | 4.331 | 7,16 |
| Ninoska Gonzales Flores     | Chile Digno, Verde y Soberano | PCCh    | 1.151 | 1,91 |
| Juan Carlos Chinga Palma    | Chile Vamos                   | RN      | 5.812 | 9,61 |
| Carolina Medalla Alcayaga   | Chile Vamos                   | Ind./RN | 1.477 | 2,44 |
| Cristian Rodríguez Sanhueza | Frente Amplio                 | Ind./PL | 2.319 | 3,84 |
| Jorge Mollo Vargas          | Unidos por la Dignidad        | PDC     | 1.697 | 2,81 |
| Gabriel Fernández Canque    | Dignidad Ahora                | PH      | 1.036 | 1,71 |
| Mario Mamani Fernandez      | Unidad por el Apruebo         | Ind./PS | 1.281 | 2,12 |
| Daniel Chipana Castro       | Radicales                     | Ind./PR | 1.828 | 3,02 |
| Max Schauer                 | Chile Vamos                   | UDI     | 850   | 1,41 |

     Concejal que obtiene la primera mayoría de votos en las elecciones municipales, realizadas el 15 y 16 de mayo de 2021.

### Camarones

#### Alcalde[4]
| Alcalde actual           | Alcalde actual         | Iván Romero Menacho (PS) | Iván Romero Menacho (PS) | Iván Romero Menacho (PS) | Iván Romero Menacho (PS) |
| Candidato                | Pacto                  | Partido                  | Votos                    | %                        | Resultado                |
| ------------------------ | ---------------------- | ------------------------ | ------------------------ | ------------------------ | ------------------------ |
| Cristián Zavala Soto     | Unidos por la Dignidad | PDC                      | 585                      | 33,74                    | Alcalde                  |
| Ricardo Cepeda Soto      | Chile Vamos            | UDI                      | 419                      | 24,16                    |                          |
| Vladimir Cáceres Salinas | Independiente          | Ind.                     | 137                      | 7,90                     |                          |
| Martín Montecinos Romero | Independiente          | Ind.                     | 543                      | 31,31                    |                          |
| Javier Diaz Calderón     | Independiente          | Ind.                     | 50                       | 2,88                     |                          |

#### Concejales electos
| Candidato              | Pacto                  | Partido  | Votos | %    |
| ---------------------- | ---------------------- | -------- | ----- | ---- |
| Lizardo Zubieta Medina | Frente Amplio          | Ind./PL  | 124   | 7,42 |
| Yovana Soto Calle      | Frente Amplio          | Ind./PL  | 90    | 5,38 |
| Eusebio Mamani Choque  | Unidos por la Dignidad | Ind.     | 94    | 5,62 |
| Raúl Ibarra Montecinos | Unidad por el Apruebo  | PPD      | 111   | 6,64 |
| Ivonne Luque Mamani    | Chile Vamos            | Ind./UDI | 70    | 4,19 |
| René Viza Quenaya      | Unidad por el Apruebo  | PR       | 73    | 4,37 |

     Concejal que obtiene la primera mayoría de votos en las elecciones municipales, realizadas el 15 y 16 de mayo de 2021.

## Provincia de Parinacota

### General Lagos

#### Alcalde[4]
| Alcalde actual             | Alcalde actual        | Alex Castillo Blas (RN) | Alex Castillo Blas (RN) | Alex Castillo Blas (RN) | Alex Castillo Blas (RN) |
| Candidato                  | Pacto                 | Partido                 | Votos                   | %                       | Resultado               |
| -------------------------- | --------------------- | ----------------------- | ----------------------- | ----------------------- | ----------------------- |
| Rosa Maita Querquezana     | Unidad por el Apruebo | Ind.                    | 92                      | 12,40                   |                         |
| Alex Castillo Blas         | Chile Vamos           | RN                      | 374                     | 50,40                   | Alcalde                 |
| Florencio Villanueva Sarco | Independiente         | IND                     | 276                     | 37,20                   |                         |

#### Concejales electos
| Candidato                | Pacto                  | Partido  | Votos | %     |
| ------------------------ | ---------------------- | -------- | ----- | ----- |
| Silvia Mendoza Condori   | Chile Vamos            | RN       | 88    | 12,15 |
| Alejandro Flores Huaylla | Chile Vamos            | RN       | 76    | 10,50 |
| Verónica Mita Tancara    | Chile Vamos            | Ind./RN  | 72    | 9,94  |
| Patricio Flores Blas     | Unidos por la Dignidad | PDC      | 86    | 11,88 |
| Pablo Villalobos Quispe  | Chile Vamos            | Ind./PRI | 74    | 10,22 |
| Alfonso Flores Chura     | Chile Vamos            | Ind./UDI | 116   | 16,02 |

     Concejal que obtiene la primera mayoría de votos en las elecciones municipales, realizadas el 15 y 16 de mayo de 2021.

### Putre

#### Alcalde[4]
| Alcalde actual           | Alcalde actual                | Maricel Gutiérrez Castro (Ind.) | Maricel Gutiérrez Castro (Ind.) | Maricel Gutiérrez Castro (Ind.) | Maricel Gutiérrez Castro (Ind.) |
| Candidato                | Pacto                         | Partido                         | Votos                           | %                               | Resultado                       |
| ------------------------ | ----------------------------- | ------------------------------- | ------------------------------- | ------------------------------- | ------------------------------- |
| Lino Mamani Vicente      | Unidad por el Apruebo         | PPD                             | 366                             | 16,23                           |                                 |
| Sergio Gamboa Morales    | Chile Digno, Verde y Soberano | Ind.                            | 86                              | 3,81                            |                                 |
| Maricel Gutiérrez Castro | Independiente                 | Ind.                            | 1.303                           | 57,78                           | Alcaldesa                       |
| Cristian Bilbao Apata    | Independiente                 | Ind.                            | 500                             | 22,17                           |                                 |

#### Concejales electos
| Candidato               | Pacto                 | Partido  | Votos | %     |
| ----------------------- | --------------------- | -------- | ----- | ----- |
| Herman Gutiérrez Coloma | Unidad por el Apruebo | Ind./PS  | 176   | 7,97  |
| José Sarco Jiménez      | Unidad por el Apruebo | PPD      | 194   | 8,79  |
| Edie Zegarra Santos     | Unidad por el Apruebo | Ind./PPD | 134   | 6,07  |
| María Arias Santos      | Chile Vamos           | Ind./UDI | 217   | 9,83  |
| Javier Tito Huaylla     | Chile Vamos           | Ind./UDI | 257   | 11,64 |
| Armando Huanca Limari   | Chile Vamos           | Ind./UDI | 180   | 8,16  |

     Concejal que obtiene la primera mayoría de votos en las elecciones municipales, realizadas el 15 y 16 de mayo de 2021.